# Battenberg
För andra betydelser, se Battenberg (olika betydelser).
En grevlig släkt med namnet Battenberg – hämtat från småstaden Battenberg i det nuvarande tyska förbundslandet Hessen – är känd redan från 1200-talet.
Namnet återupptogs 1851 för storhertigen Ludvig II av Hessen-Darmstadts son Alexander av Hessen och i morganatiska äktenskap med den polska grevinnan Julie von Haucke (1825–1895; dotter till greve Maurits von Haucke). 1858 fick hon furstlig värdighet med titeln furstinna av Battenberg, och deras ättlingar fick rätten att kalla sig prins eller prinsessa. Deras söner var: 
1. Ludvig (Louis) (1854–1921). Han blev 1868 brittisk undersåte, 1884 gifte han sig med prinsessan Viktoria av Hessen-Darmstadt, som var dotterdotter till drottning Viktoria av Storbritannien. Han ändrade 1917 (på den brittiske kungens inrådan) sitt efternamn till det angliserade Mountbatten, och fick titeln markis av Milford Haven. Louis och Viktoria blev föräldrar till drottning Louise av Sverige och Lord Mountbatten och morföräldrar till den brittiske prinsgemålen Philip.
2. Alexander (1857–1893), furste av Bulgarien.
3. Heinrich (Henry) (1858–1896), engelsk militär, guvernör över ön Isle of Wight. Han blev genom gifte med Beatrice av Storbritannien, dotter till drottning Viktoria av Storbritannien, redan samma dag som bröllopet ägde rum brittisk kunglig höghet. Deras dotter Victoria Eugenia av Battenberg gifte sig 1906 med Alfons XIII av Spanien.
4. Frans Josef (1861–1921) var filosofie doktor och major à la suite i hessisk tjänst. Han gifte sig 1897 med prinsessan Anna av Montenegro, dotter till Nikola I av Montenegro.

## Vapen

Den ursprungliga Battenbergsläktens stamvapen
Vapen för Huset Battenberg (Mountbatten)
Prins Heinrich av Battenbergs vapen